# Thlaspi japonicum
Thlaspi japonicum är en korsblommig växtart som beskrevs av H. Boissieu. Thlaspi japonicum ingår i släktet skärvfrön, och familjen korsblommiga växter. Inga underarter finns listade i Catalogue of Life.